# لیگا ۳ (پرتغال)
لیگا ۳ (انگلیسی: Liga 3) سطح سوم در سیستم لیگ فوتبال پرتغال است که از سال ۲۰۲۱–۲۰۲۲ شروع می‌شود. این یک لیگ ملی حرفه ای است که توسط فدراسیون فوتبال پرتغال (FPF) برگزار می‌شود.
ایجاد این لیگ بخشی از بازسازی سطح سوم پرتغال است، کمپئوناتو پرتغال، که شاهد کاهش تعداد تیم‌ها بود، به رده چهارم تنزل یافتند و تیم‌های برتر در آنجا به این رقابت جدید صعود کردند. در اولین فصل آن، در مجموع ۲۴ تیم در لیگ ۳ با هم رقابت کردند که ۲ تیم از فصل ۲۰۲۰–۲۱ لیگ پرتغال ۲ و ۲۲ تیم دیگر که از فصل 2020-21 Campeonato de Portugal صعود و سقوط کردند. قرار است این تعداد از فصل ۲۰۲۳–۲۰۲۴ به ۲۰ تیم کاهش یابد.